# Terme di Buticoso
Le Terme di Buticoso (I,XIV,8), sono un complesso termale nella regio I della città romana di Ostia.

## Descrizione

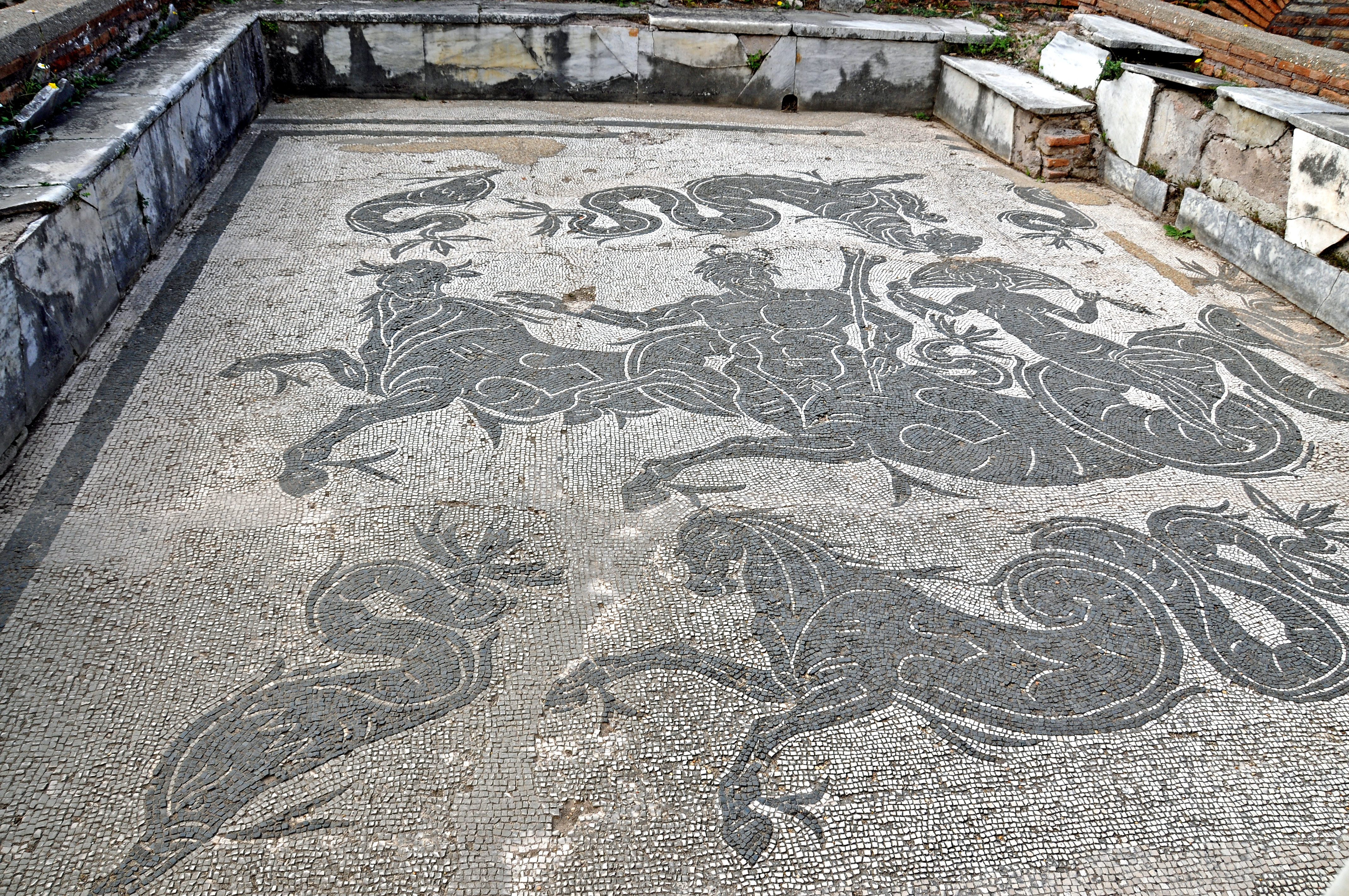
Mosaico con il Tritone e la Nereide

Le terme si trovavano a nord ovest rispetto al Foro, comprese tra il Tempio tetrastilo (I,XV,2) e l' Aula delle Are (I,XV,3), una serie di caseggiati (I,XIV,4) (I,XIV,7) (I,XIV,9) a nord ed est, e la Domus dell'Area Sacra (I,XIV,3) a sud.
Le terme devono il nome al mosaico della stanza riscaldata a nord ovest dell'edificio, dove si conserva un mosaico a tessere bianche e nere, dove è raggigurato un uomo nudo che nelle sue mani ha un secchio e un bastone (forse uno strigilis); forse era un bagnino o il custode dei bagni, o lo stesso proprietario. Accanto alla sua testa c'è il testo EPICTETVS BVTICOSVS; Epictetus è un nome o un cognomen, quindi Buticosus sembra essere un soprannome, riferito alla città egizia d'origine dell'uomo.
In una stanza vicina, un altro calidarium, sul pavimento c'è un altro mosaico traianeo in bianco e nero, con al centro un Tritone e una Nereide, circondati da delfini e ippocampi. Le pareti sono decorate con marmo bianco, conservato particolarmente bene intorno alla porta.
A ovest del calidarium c'è il Tempio Tetrastilo (I,XV,2), poco distante il Tempio di Ercole (I,XV,5), dove in una stanza a nord del pronao c'era una ruota idraulica, con la quale l'acqua di falda veniva condotta alle terme. La posizione della ruota, e il fatto che un corridoio di servizio delle terme corre lungo il lato est del Tempio Tetrastilo suggeriscono che ci fosse un legame tra le terme e il complesso religioso.